# ヤスパー・ヴィーセ
- ヤスパー・ヴィサ

ヤスパー・ヴィーセ（Jasper Wiese、1995年10月21日 - ）は、ジャパンラグビーリーグワンの浦安D-Rocksに所属するラグビーユニオンの選手。

## 略歴
高校卒業後、フリーステート・チーターズのアカデミーと CUT（Central University of Technology）イクシアス大学のチームに加入した。 
2015年U20ワールドラグビーチャンピオンシップに向けて、U20南アフリカ代表候補にもなったが、選ばれなかった。
グリフォンズを経て、2017年にフリーステイト・チーターズ および チーターズに加入。同年、プロ14（ユナイテッド・ラグビー・チャンピオンシップ）へのデビューを果たした。
2020年、レスター・タイガースに加入。 
2021年7月2日、南アフリカ共和国代表としてジョージア戦で初キャップを得た。 
ラグビーワールドカップ2023には、主にナンバーエイトとして決勝戦を含む5試合に出場。 
2024年7月、ジャパンラグビーリーグワンの浦安D-Rocksへの入団を発表した。 同年12月22日に行われたJAPAN RUGBY LEAGUE ONE第1節相模原ダイナボアーズ戦で、控えのナンバーエイトでリーグワン公式戦初出場を果たした。
2025年4月10日、負傷治療に専念するため、浦安D-Rocksの出場選手登録から抹消された。復帰は次2025-26シーズンの予定。